# كأس الغارفي 2000
كأس الغارفي 2000 هو الموسم 7 من كأس الغارفي. أقيم خلال الفترة 12 مارس 2000 وحتى 18 مارس 2000، وكان عدد الأندية المشاركة فيه 8، وفاز فيه منتخب الولايات المتحدة لكرة القدم للسيدات.